# Christian Lackner (Historiker)
Christian Lackner (* 12. März 1960 in Spittal an der Drau) ist ein österreichischer Historiker und Diplomatiker. Seit Februar 2020 ist er Direktor des Instituts für Österreichische Geschichtsforschung.

## Leben und Wirken
Christian Lackner studierte Geschichte und Französisch an der Universität Innsbruck und schloss sein Lehramtsstudium 1983 ab. In Innsbruck wurde er 1985 sub auspiciis praesidentis rei publicae promoviert. Von 1983 bis 1986 absolvierte er den 57. Ausbildungskurs am Institut für Österreichische Geschichtsforschung, an dem er ab 1987 wissenschaftlicher Beamter wurde. Zum Wintersemester 1989/90 wurde er Lektor am Institut für Geschichte der Universität Wien. Seine Habilitation erfolgte 2001 an der Universität Wien. Seit September 2010 lehrt Lackner als Professor für Historische Hilfswissenschaften mit dem Schwerpunkt Mittelalter an der Universität Wien. Seine Antrittsvorlesung befasste sich mit einem Thema zum Universitätsurkundenwesen. Lackner ist Inhaber eines der wenigen Lehrstühle für Historische Hilfswissenschaften im deutschsprachigen Raum. Seit Februar 2020 ist er Direktor des Instituts für Österreichische Geschichtsforschung.
Seine Arbeitsschwerpunkte sind Diplomatik, österreichische Geschichte des Hoch- und Spätmittelalters, Briefforschung, mittelalterliche Bildungs- und Bibliotheksgeschichte. Lackner veröffentlichte 1996 eine kritische Edition über das zweitälteste erhaltene Rechnungsbuch Herzog Albrechts III. aus den Jahren 1392 bis 1394. Damit wurde erstmals ein Rechnungsbuch der habsburgischen Herzöge kritisch ediert. In seiner Habilitationsschrift analysierte Lackner Rat, Hofämter, Kanzlei und Regierungspraxis der österreichischen Herzöge vom Tod Herzog Rudolfs IV. (1365) bis zum Tod von dessen Neffen Wilhelm (1406). Es ist die erste zusammenhängende Strukturanalyse des spätmittelalterlichen habsburgischen Herzogshofes. Angesichts der unzureichenden Quellenerschließung konnte Lackner durch eigene Nachforschungen 2250 Originalurkunden für den Zeitraum von 1365 und 1406 in siebzig Archiven ermitteln. Mit seiner Arbeit leistete Lackner einen wichtigen Beitrag zur Diplomatik und Verfassungsgeschichte des spätmittelalterlichen Reiches.
Lackner untersuchte die Archivordnung des habsburgischen Hausarchivs in Baden im Aargau, eine der ältesten nachvollziehbaren Archivordnungen landesherrlicher Archive. Seit 2005 bearbeitet Lackner die Regesten der Herzöge von Österreich aus dem Hause Habsburg für den Zeitraum 1365–1395. Nach mehr als siebzig Jahren konnte 2007 wieder ein Teilband (1365–1370) in der Reihe der Regesta Habsburgica veröffentlicht werden. Das Quellenpublikationsprojekt der Regesta Habsburgica, geleitet von Oswald Redlich und getragen vom Institut für Österreichische Geschichtsforschung, war in den 1930er Jahren zum Stillstand gekommen, nachdem zwei Bände und ein Teilband mit Regesten von den Anfängen der Dynastie bis 1288 und von 1314 bis 1330 herausgegeben worden. Der von Lackner bearbeitete Band bietet insgesamt 704 Regesten von Urkunden, die im Namen der Herzöge Albrecht III. und Leopold III. einzeln (283 bzw. 136) oder gemeinsam (283) und der Herzoginnen Elisabeth und Viridis ausgestellt wurden. Drei Jahre nach dem Erscheinen des ersten Teilbandes der fünften Abteilung der Regesta Habsburgica erschien der zweite Band, der die Jahre 1371 bis 1375 umfasst. Der Band verzeichnet insgesamt 615 Nummern. Darunter sind 355 als Originale erhalten.
Lackner hielt seine Antrittsvorlesung über das Privileg Herzog Albrechts III. für die Universität Wien vom Jahre 1384. Nach seiner Interpretation der äußeren (Besiegelung, Schreiber, Layout) und inneren (Diktatvergleich) Merkmale kam das Privileg fast ausschließlich auf Betreiben der Universität und weniger durch Bemühungen des herzoglichen Hofes zustande. Nach Lackner hat einer der Gründerväter der Universität, der Theologe Heinrich von Langenstein, den Text redigiert. Diese Meinung hatte er bereits 1997 vertreten.

## Schriften (Auswahl)
Monographien
- Möglichkeiten und Perspektiven diplomatischer Forschung. Zum Privileg Herzog Albrechts III. für die Universität Wien vom Jahr 1384 (= Stabwechsel. Antrittsvorlesungen aus der Historisch-Kulturwissenschaftlichen Fakultät der Universität Wien. Bd. 4). Böhlau, Wien u. a. 2013, ISBN 3-205-78909-1.
- Hof und Herrschaft. Rat, Kanzlei und Regierung der österreichischen Herzoge (1365–1406) (= Mitteilungen des Instituts für Österreichische Geschichtsforschung. Bd. 41). Oldenbourg, Wien u. a. 2002, ISBN 3-7029-0456-5 (Zugleich: Wien, Universität, Habilitations-Schrift, 2001).

Herausgeberschaften
- Modus supplicandi. Zwischen herrschaftlicher Gnade und importunitas petentium (= Veröffentlichungen des Instituts für Österreichische Geschichtsforschung. Bd. 72). Böhlau, Wien 2019, ISBN 3-205-23238-0.
- mit Claudia Feller: „Manu propria“. Vom eigenhändigen Schreiben der Mächtigen (13.–15. Jahrhundert) (= Veröffentlichungen des Instituts für Österreichische Geschichtsforschung. Bd. 67). Böhlau, Wien 2016, ISBN 3-205-20401-8.